# V544 Геркулеса
V544 Геркулеса (лат. V544 Herculis) — карликовая новая, двойная катаклизмическая переменная звезда типа U Близнецов (UG) в созвездии Геркулеса на расстоянии (вычисленном из значения параллакса) приблизительно 5020 световых лет (около 1539 парсек) от Солнца. Видимая звёздная величина звезды — от +20m до +14,5m. Орбитальный период — около 0,069 суток (1,656 часа).
Открыта Куно Хофмейстером в 1967 году**.

## Характеристики
Первый компонент — аккрецирующий белый карлик.
Второй компонент — оранжевая звезда спектрального класса K. Эффективная температура — около 4368 K.